# Аксьоново (озеро)
Аксьо́ново (біл. Аксёнава) — невелике озеро в Россонському районі Вітебської області Білорусі.
Озеро розташоване за 18 км на північний захід від селища Россони. Розташоване серед соснового лісу, на терасі правого берега річки Хонка, правої притоки Ніщи (басейн Західної Двіни). Знаходиться на території ландшафтного заказника «Червоний бір».
Довжина озера — 550 м, ширина — 220 м, площа — 0,09 км². В озеро не впадають струмки, живлення дощове та підземними водами.